# Renaissance-Häuser in Slavonice

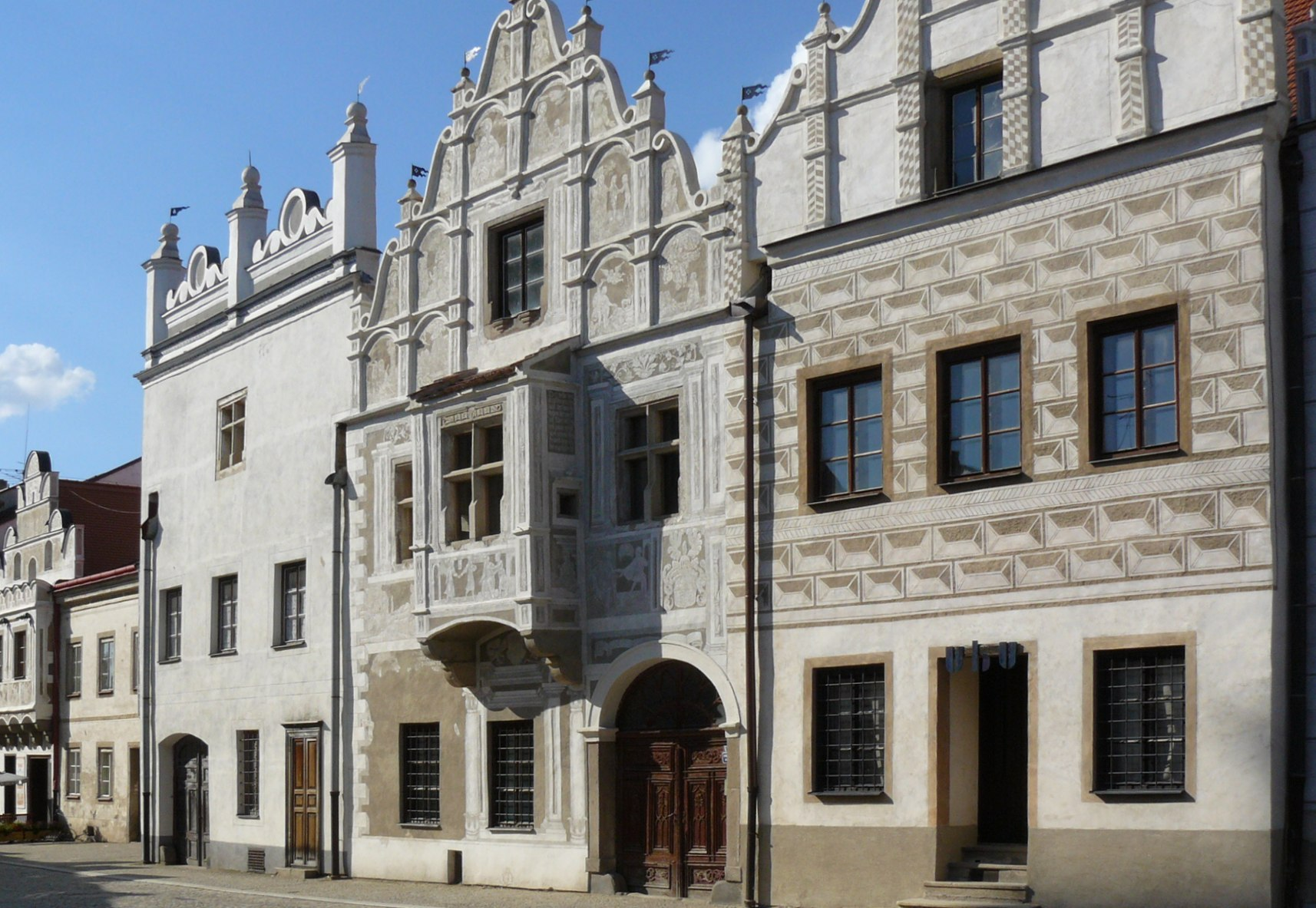
Häuser Nr. 518 und 519 am Obermarkt

Die Renaissance-Häuser in Slavonice bilden ein Ensemble historischer Bürgerhäuser, das den Kern der tschechischen Stadt Slavonice prägt. Die Häuser wurden von der wohlhabenden Mittelschicht im 15. und 16. Jahrhundert erbaut und gruppieren sich rund um die beiden Hauptplätze der Stadt. Im Jahr 2001 wurde sie in die Tentativliste der UNESCO aufgenommen.

## Architektur
Die Häuser haben ihre ursprüngliche schmale gotische Grundstruktur bewahrt, während ihr äußeres Erscheinungsbild nach dem Stadtbrand von 1530 im Renaissance-Stil umgestaltet wurde. In vier Häusern (Nr. 459, 479, 480 und 520) haben sich Diamant-Zellengewölbe erhalten. Diese in Mitteleuropa verbreitete spätgotische Bauform erreichte in Slavonice unter Meister Leopold Estreicher ihren Höhepunkt.
Die Mehrzahl der Bürgerhäuser zeichnet sich durch Sgraffito-Fassaden aus, die eine große thematische Vielfalt aufweisen. Das Spektrum der Darstellungen reicht von einfachen geometrischen Mustern wie Rauten über Galerien mit Familienporträts und Darstellungen von Vertretern der herrschenden Dynastie bis hin zu komplexen Programmen mit historischen Themen. Herausragende Beispiele sind die Häuser Nr. 517, 518, 522 und 453.
Einige weitere Bürgerhäuser enthalten wertvolle Wandmalereien. Im ehemaligen evangelischen Betsaal im zweiten Stock des Hauses Nr. 517 findet sich eine Reihe von Gemälden aus dem Jahr 1568, die apokalyptische Szenen darstellen.